# 端悯固伦公主
端憫固倫公主（1813年7月29日—1819年12月7日），道光帝之嫡長女。

## 生平
嘉庆十八年（1813）七月初三日酉时出生，生父綿寧时为皇子，生母佟佳氏时为继福晋。
嘉庆二十四年（1819年）十月二十日夭折，年僅七岁。追封为郡主，祔葬位於王佐村之嫡母智亲王福晋（父亲的元配妻子孝穆成皇后）园寝。由于道光身为乾隆嘉庆两代帝王早就认可的继承人，身份重要，即位前却仅有一子一女，端憫固倫公主是由皇祖追封為郡主的，追封早夭的皇孫女是較罕見之案例。嘉庆二十五年（1820年），其父綿寧登極。該年清明節，道光帝親臨母亲孝淑皇后陵寢祭祀，期間北望王佐村，悲從中來，挽詩詞《常新店途中北望感懷》一首以悼念端憫固倫公主。同年九月，便追封她为端悯固伦公主，迁葬许家峪园寝。
端憫固倫公主一年大祭四次，祭桌用度跟皇太子基本一致。端憫固倫公主園寢內后来又葬入早夭的皇二女，皇二子，皇三子，一年大祭两次。然而端憫公主园寝规制极低，内连石像生、华表、碑亭都没有。宝顶完全是砖砌的，连须弥座都没有。